# りおでじゃねろ丸
りおでじゃねろ丸（りおでじゃねろまる、Rio de Janeiro Maru、りおで𛁈゙やねろ丸（りおで゛やねろ丸）、りおでじゃねいろ丸）は、かつて大阪商船および大阪商船三井船舶が所有し運航していた貨客船および貨物船である。
大阪商船所属の初代「りおで𛁈゙やねろ丸」はぶゑのすあいれす丸級貨客船の二番船として西回り南米航路に就航して移民輸送に活躍し、太平洋戦争中に日本海軍の特設潜水母艦、特設運送船として運航され、1944年（昭和19年）2月17日のトラック島空襲によって沈没した。大阪商船三井船舶所属の二代目「りおでじゃねいろ丸」は一般貨物船であった。
正式な船名の「𛁈゙（゛）」の文字は「し」の変体仮名（詳しくはし (志の変体仮名)を参照）であり、新聞記事などの活字では「りおでじゃねろ丸」とも表記される。変体仮名がUnicodeに含まれるようになったのは2017年であり、表示可能なフォントもまだほとんどないことから、「𛁈゙（゛）」の字母である「志」に置換して「りおで志゛やねろ丸」と表記されることもある。アルファベットの綴りは初代も二代も同じく「Rio de Janeiro Maru」である。

## りおで𛁈゙やねろ丸

### 概要
「りおで𛁈゙やねろ丸」は三菱長崎造船所で1929年（昭和4年）5月16日に起工し、11月19日に進水、1930年（昭和5年）5月15日に竣工した。「りおで𛁈゙やねろ丸」の竣工により、さんとす丸級貨客船就航から始まった西回り南米航路の船質改善が終わり、ほぼすべてディーゼル貨客船で運航されるようになった。年間11回の配船、従来63日掛かっていた神戸とサントス間も46日に短縮される。また、竣工翌年の1931年（昭和6年）には、同じく西回り南米航路に配船していた日本郵船との間で郵商協調が成立し、日本郵船が航路から撤退して大阪商船の独占航路となった。このまま春を謳歌するかに見えたが、1933年（昭和8年）には船内で麻疹が流行し20名が死亡して非難を浴びたり、1934年（昭和9年）4月にはミシシッピ川河口部で座礁事故を起こした。1937年（昭和12年）5月17日、「りおで𛁈゙やねろ丸」は香港に寄港し、同地からの移民客を大阪商船のランチ「堂島丸」（28トン）を使って乗船させていたが、午後8時ごろに「堂島丸」のボイラーが突然爆発し、この爆発事故で移民27名と一等乗客1名が死亡して負傷者12名、あるいは中国人3人を含む29名即死の惨事に見舞われた。
就航して9年経った1939年（昭和14年）、「世界一周船としておなじみ」になった「りおで𛁈゙やねろ丸」は、新鋭のあるぜんちな丸級貨客船の就航に合わせて、補完目的で開設されたパナマ運河経由の南米東航線に転配され、8月24日に第一便として神戸を出港したが、その直後の9月4日、北緯46度16分 東経177度10分 / 北緯46.267度 東経177.167度の北太平洋上をロサンゼルスに向けて航行中、突然の濃霧に襲われ視界が利かなくなり、すれ違おうとしていたロサンゼルスから横浜に向かっていた貨物船「香久丸」（国際汽船、8,417トン）が「りおで𛁈゙やねろ丸」の左舷中腹部に衝突。沈没の恐れはなく死傷者も出なかったが、「りおで𛁈゙やねろ丸」は航行不能となった。「香久丸」は自ら「りおで𛁈゙やねろ丸」を紀淡海峡まで曳航し、引き続きタグボートに曳かれて神戸に帰港した。パナマ経由南米東航線は1940年（昭和15年）から命令航路となり、「りおで𛁈゙やねろ丸」は昭和15年中は南米東航線と大阪大連線を掛け持ちして商業航海を続けたが、一連の航海が最後の商業航海となった。
昭和15年10月8日、「りおで𛁈゙やねろ丸」は日本海軍に徴傭され、11月1日付で特設運送船として入籍した。10月19日から11月30日まで、呉海軍工廠で特設運送船としての艤装工事を受ける。次いで1941年（昭和16年）3月25日付で特設潜水母艦に転籍し、3月25日から6月7日まで播磨造船所で特設潜水母艦としての艤装工事を受けた。船首尾楼と二番船倉両側部分に15センチ砲、船橋上に二連装九六式二十五粍高角機銃、その他測距儀、バラスト、魚雷格納庫、物資貯蔵庫、医務室なども整備された。乗組員は従来の運転士と機関士を予備士官に任じ、他の船員は下船させ、代わりに海軍士官と下士官を乗船させた。「りおで𛁈゙やねろ丸」はこのころから、海軍将兵から長い原名に代わり「リオ丸」と呼ばれるようになった。特設潜水母艦としての能力のうち、通信部門はのちに「能力不足」と判断された。
昭和16年12月8日の太平洋戦争開戦当日、「りおで𛁈゙やねろ丸」は第五潜水戦隊付属の潜水母艦としてカムラン湾沖を南下しており、すれ違ったフランスの大型客船を臨検した。戦隊はマレー半島、インド洋東部で作戦。現地のイギリス軍が降伏しペナンの海軍基地が整備されると、戦隊はペナンを基地とした。「りおで𛁈゙やねろ丸」はシンゴラに資材を揚陸すると、一旦内地に帰投。再び南方に進出し、1942年（昭和17年）3月7日以降ペナンで補給活動を行ったが、南方作戦が一段落する見通しが立ったので3月22日にペナンを出港し、4月2日に佐世保に帰投した。
昭和17年5月9日、これまで第五潜水戦隊旗艦を務めていた軽巡洋艦「由良」が第四水雷戦隊旗艦に転じたので、「りおで𛁈゙やねろ丸」が新しい第五潜水戦隊旗艦となった。戦隊は整備を終えると第二段作戦の発動に備えてクェゼリン環礁に進出することとなった。「りおで𛁈゙やねろ丸」は5月14日に佐世保を出撃し、5月24日に到着した。戦隊はミッドウェー海戦に参加後、クェゼリン環礁で整備の後、6月19日以降に順次クェゼリン環礁を出港して佐世保に向かった。「りおで𛁈゙やねろ丸」もこれに続き、7月2日に佐世保に帰投。7月10日付で第五潜水戦隊が解隊となったので、「りおで𛁈゙やねろ丸」は南西方面艦隊に配属され、ペナンを中心とする補給活動に使われることとなった。
その途中の7月27日、「りおで𛁈゙やねろ丸」は北緯11度28分 東経111度52分 / 北緯11.467度 東経111.867度のインドシナ半島沖を航行中、アメリカ海軍潜水艦「スピアフィッシュ」に発見され、「スピアフィッシュ」は魚雷を4本発射。1本が「りおで𛁈゙やねろ丸」の左舷船首に命中し、一番船倉から二番船倉に浸水して、さらに三番船倉にも浸水しようとしていた。乗組員の中から6名の決死隊を組織し、三番船倉で必死の防水作業を行った結果浸水は止まり、「りおで𛁈゙やねろ丸」は特設工作艦「山彦丸」（山下汽船、6,799トン）に曳航されて昭南（シンガポール）に到着した。決死隊に参加した乗組員6名は、連合艦隊司令長官山本五十六大将に表彰された。修理後はスラバヤへ向かい、1943年（昭和18年）7月1日に同地で冷凍生獣肉を搭載しバリクパパンへ向かった。8月16日に到着し、同地で停泊中の「りおで𛁈゙やねろ丸」は同年9月15日付で特設潜水母艦から特設運送船（雑用・甲）に転じた。10月1日にバリクパパンを出航し佐世保へ向かい、11月18日に到着。以降は国内での輸送に用いられた。1944年2月3日、「りおで𛁈゙やねろ丸」は駆逐艦「夕月」の護衛の下に横須賀を出港し、2月11日にトラック諸島に到着した。
2月17日、トラック諸島は早朝から空襲に見舞われた。アメリカ第58任務部隊（マーク・ミッチャー中将）によるトラック島空襲である。「りおで𛁈゙やねろ丸」は午後からの空襲により、二番船倉に爆弾が命中。火薬庫に引火し、「りおで𛁈゙やねろ丸」は半日炎上した後沈没した。
「りおで𛁈゙やねろ丸」は現在、冬島(ウマン島)の東、水深36mの海底に左舷を上にして横転状態で沈んでいる。船体は原形をとどめており、珊瑚に覆われた部分があるものの、煙突のファンネルマークや船首の船名は鮮明に残っている。
2008年9月21日、環礁内で沈没している特設運送船（給油）「宝洋丸」（日東汽船、8,691トン）の残骸から積み荷と思われる油が、その5 km南東に沈んでいる「りおで𛁈゙やねろ丸」の残骸からは小さな油膜が流出状態にあることがアメリカの環境NGO「アースウォッチ」の調査で判明した。

### 艦長
監督官
- 村瀬頼治 海軍大佐：1940年11月25日[28] - 1941年3月25日[29]

艦長
- 村瀬頼治 海軍大佐：1941年3月25日[29] - 1942年5月7日
- 大橋龍男 予備海軍大佐：1942年5月7日 - 1943年9月15日[30]

指揮官
- 大橋龍男 予備海軍大佐：1943年9月15日 - 12月5日[30]
- 金桝義夫 予備海軍大佐：1943年12月5日 - 1944年2月17日戦死 ※同日、海軍少将に特進。[31]

### ギャラリー

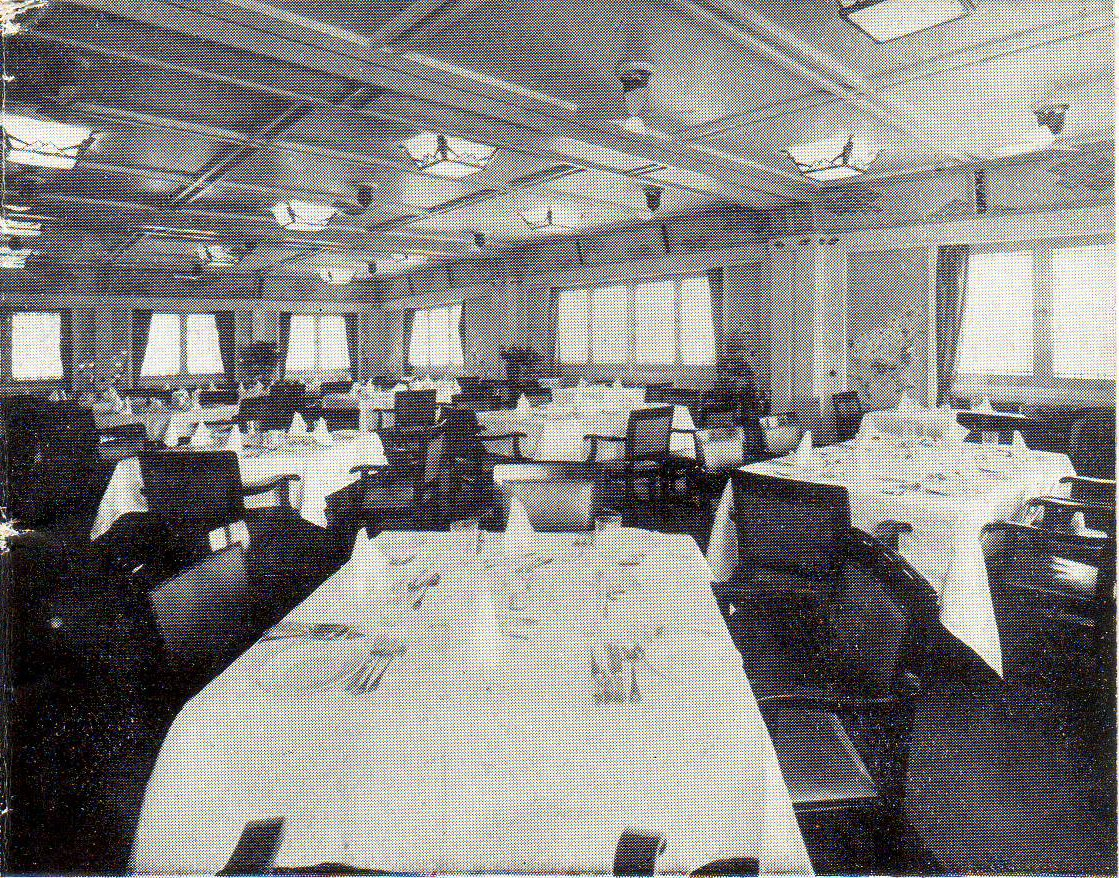
一等食堂
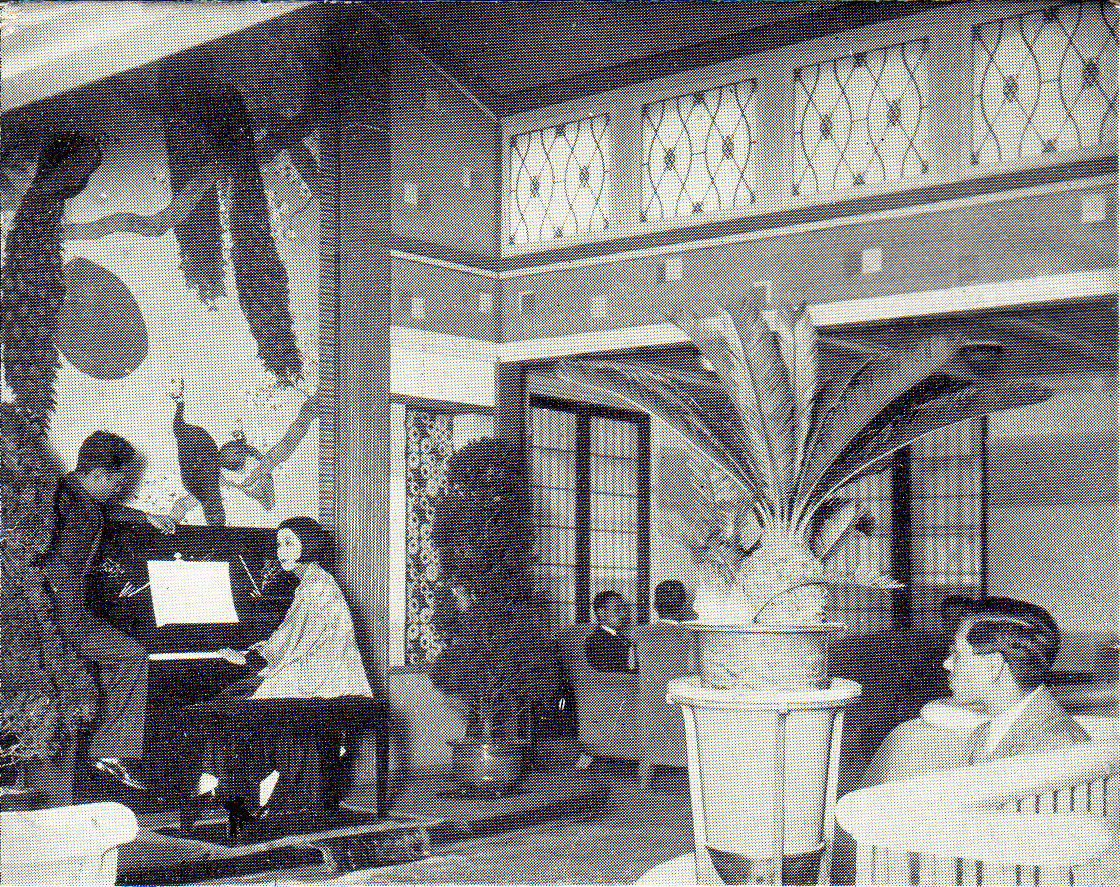
一等ラウンジ
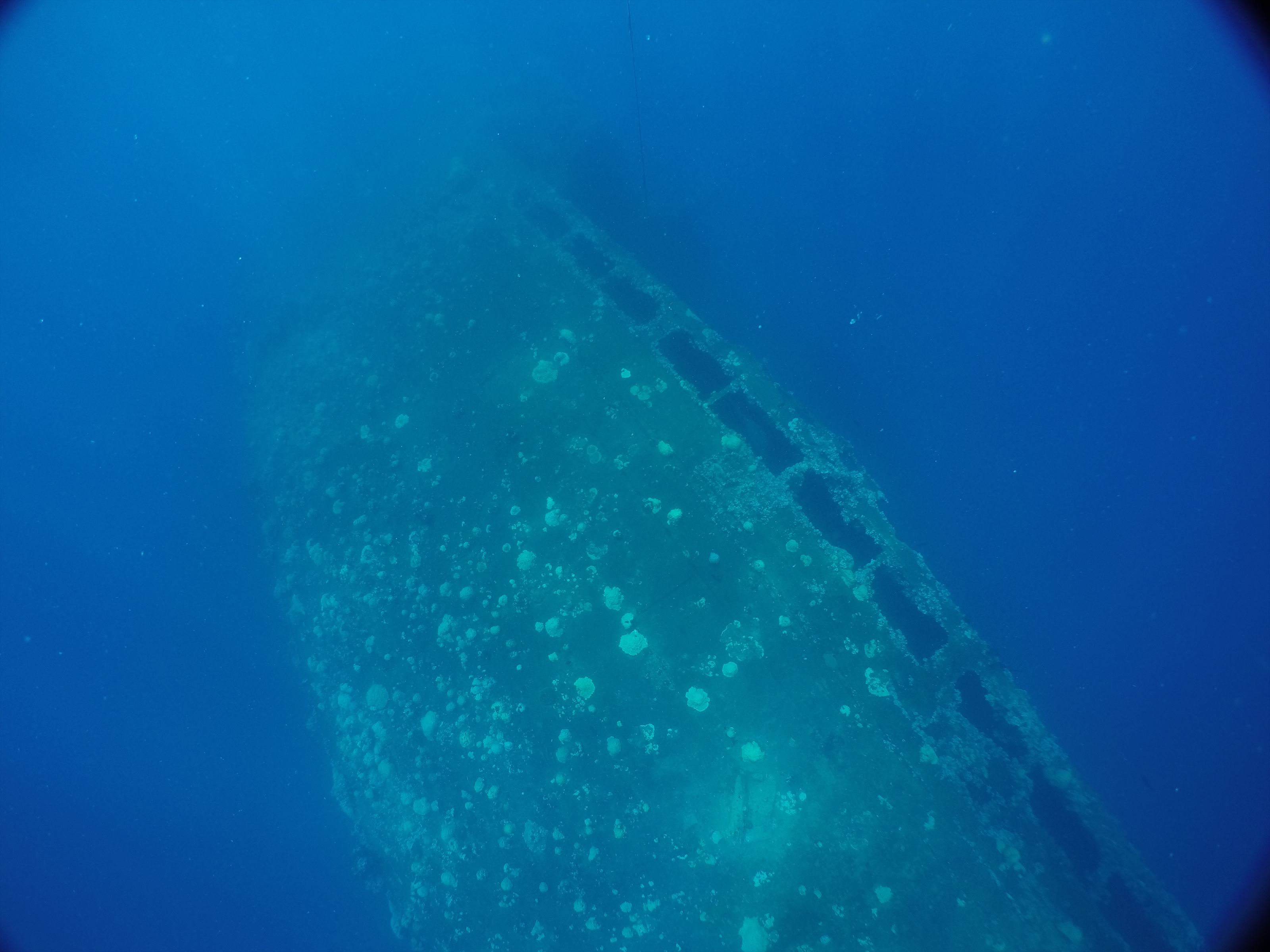
トラック諸島に沈む「りおで𛁈゙やねろ丸」
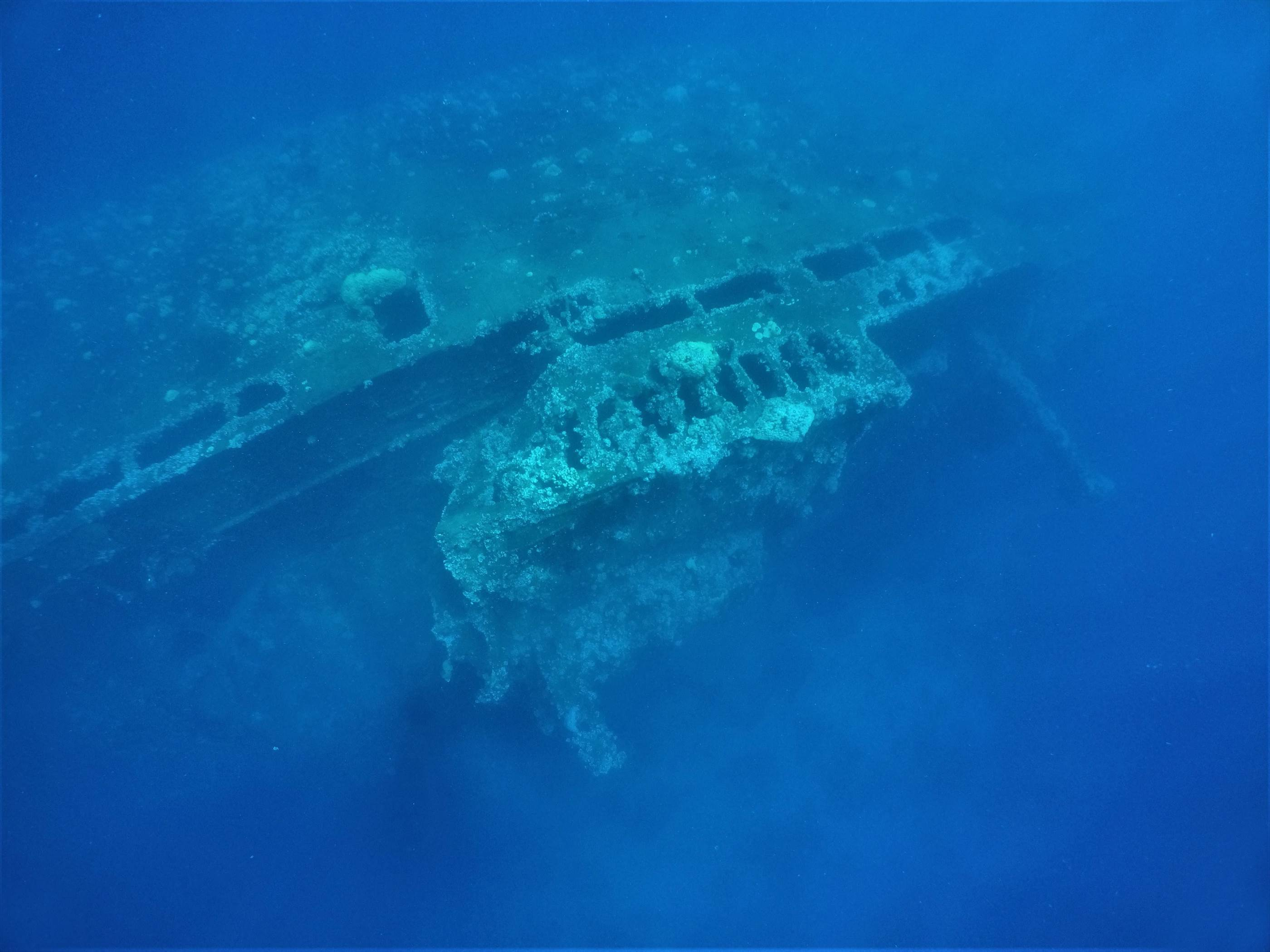
近年、経年劣化が見られる
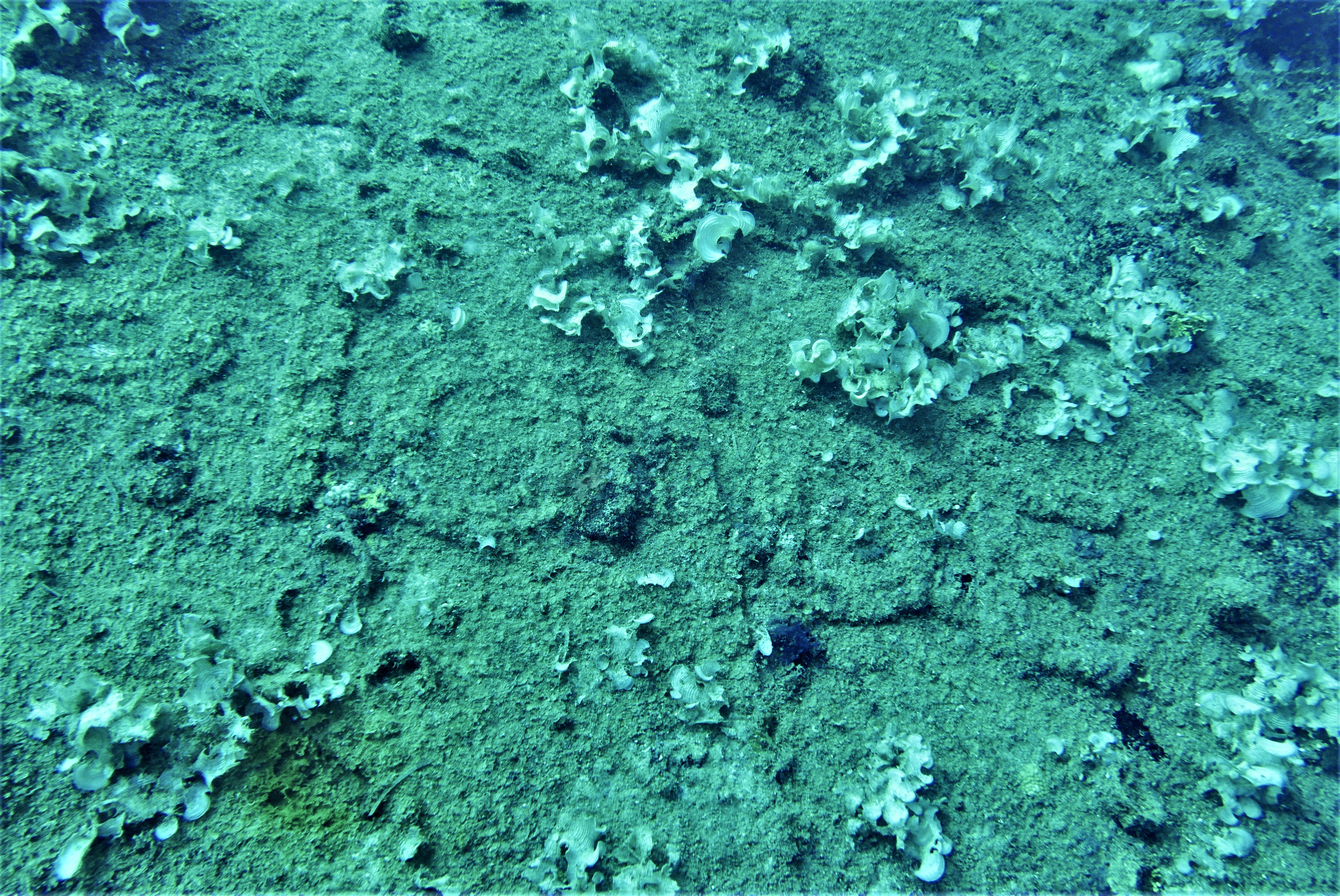
船首の船名。「RIO DE」という文字がうっすら見える
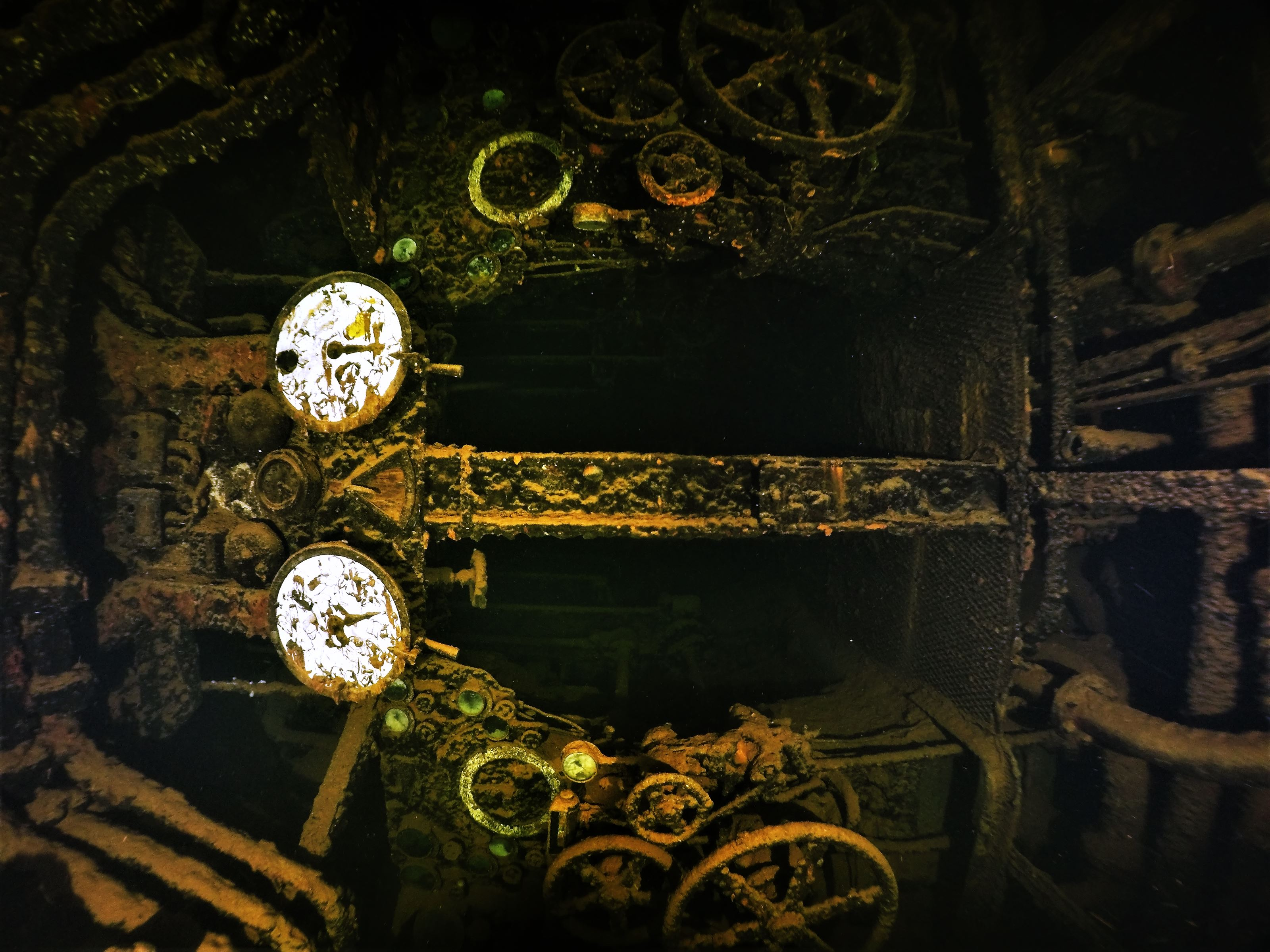
エンジンルーム内部
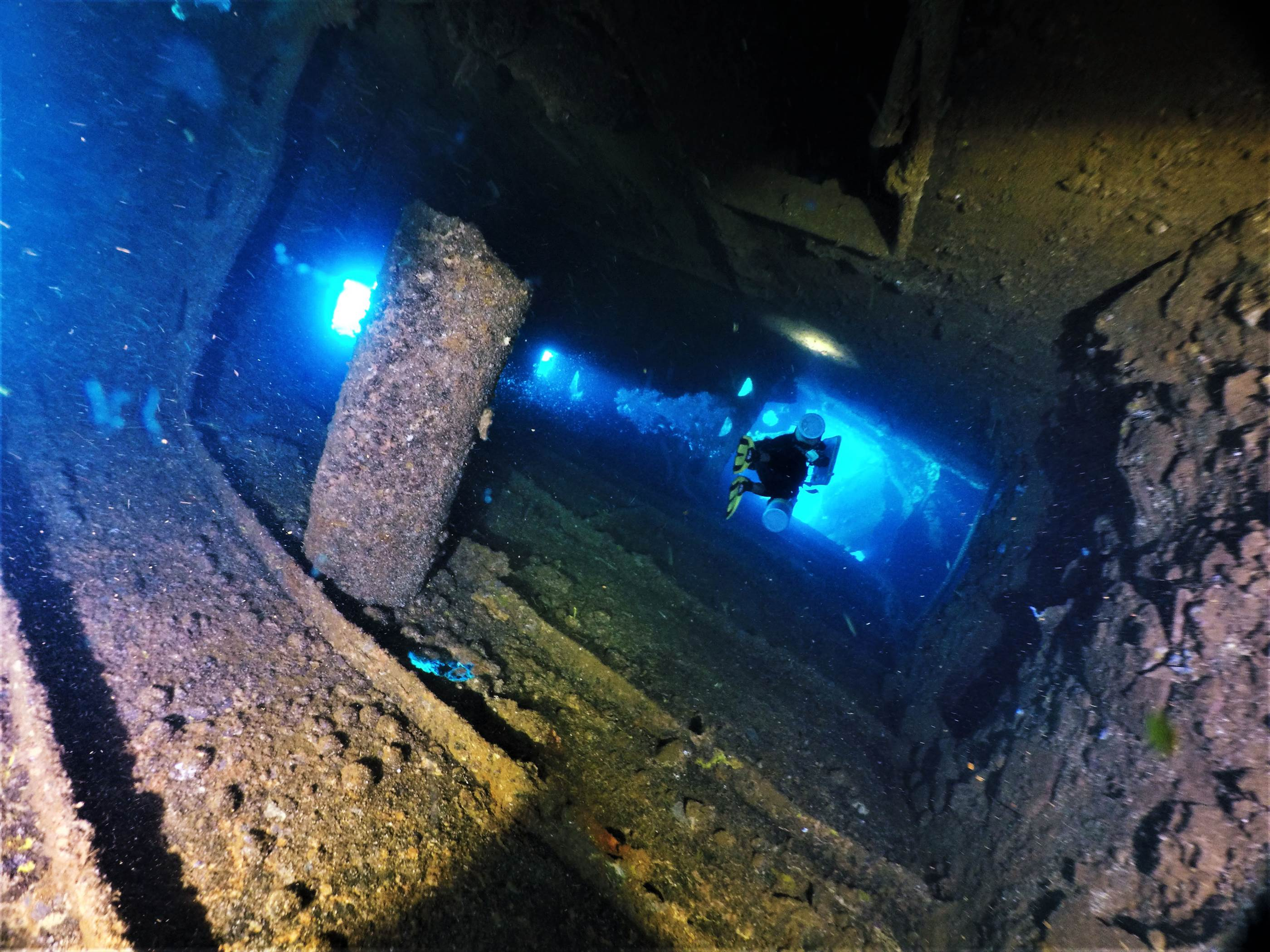
船内を泳ぐダイバー
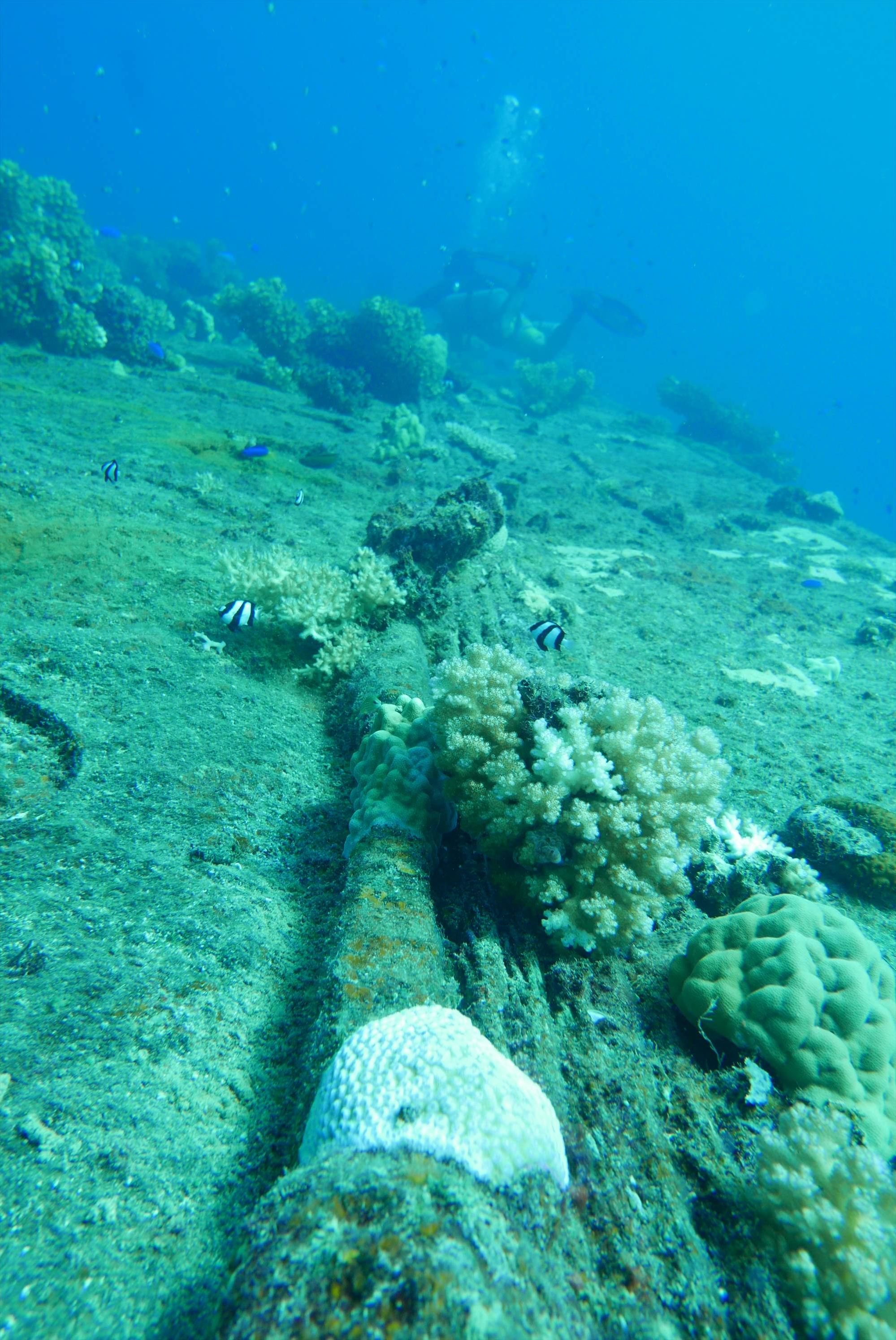
舷外消磁電路と思われるワイヤー
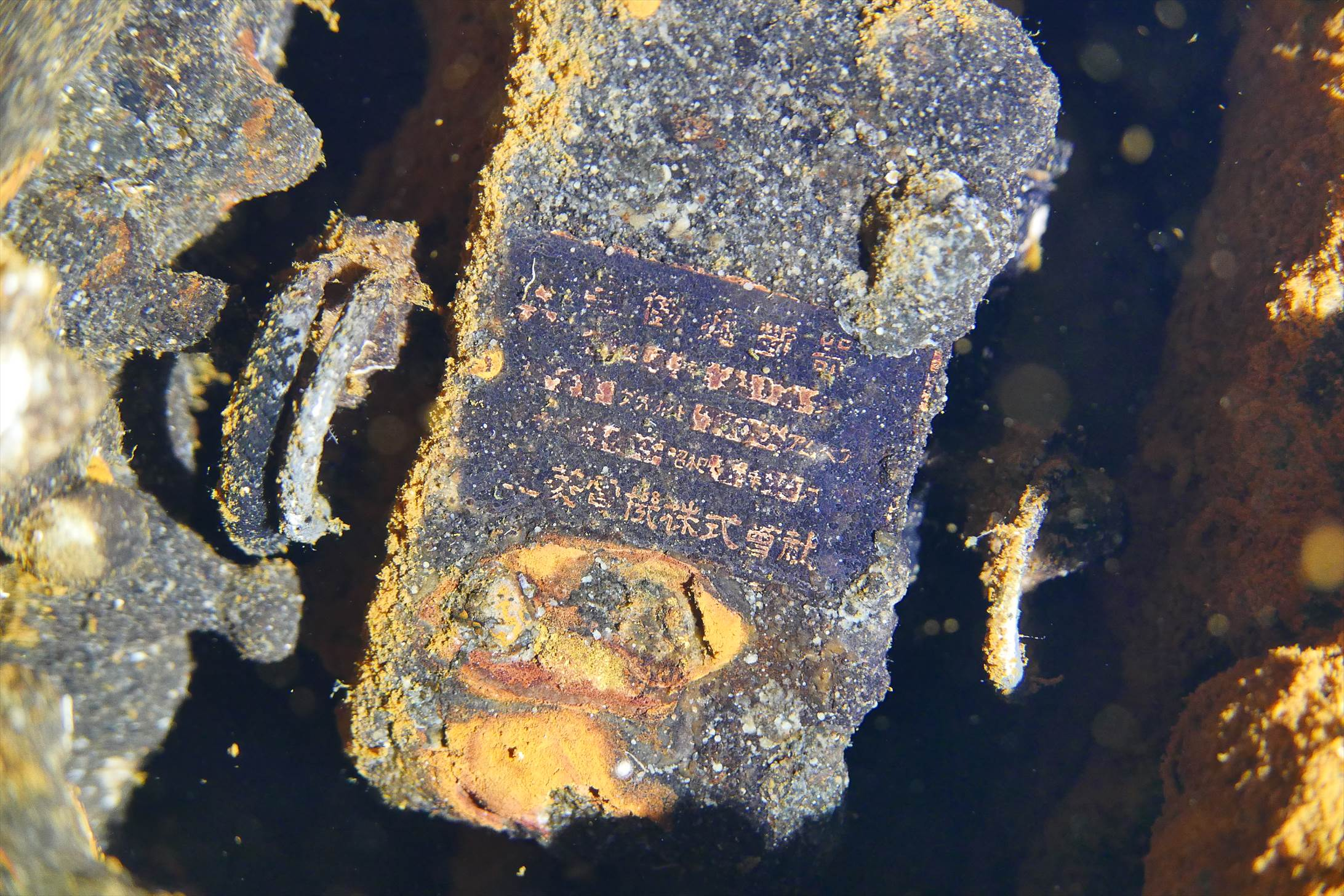
機関室内のプレート
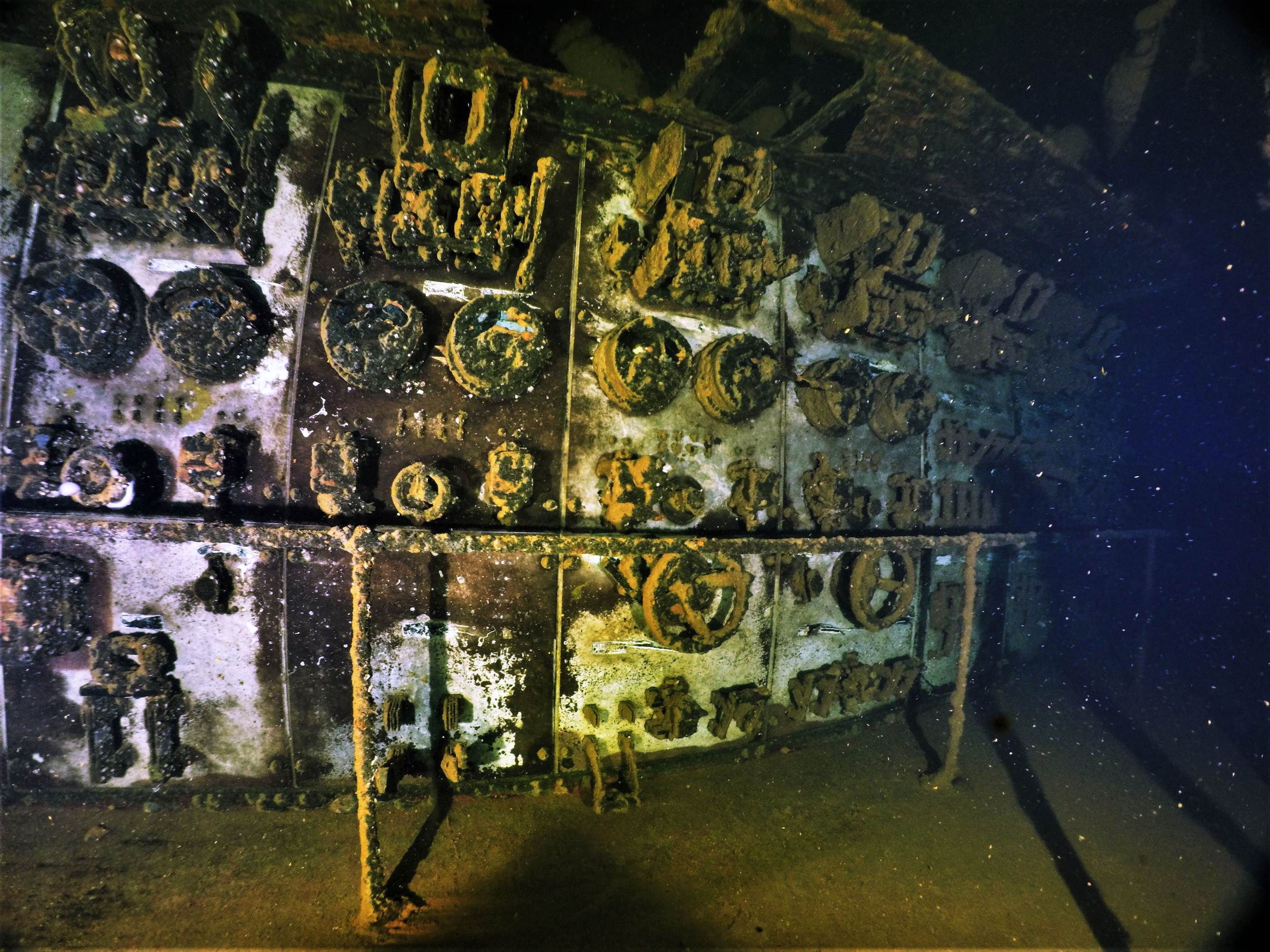
機関室内の設備
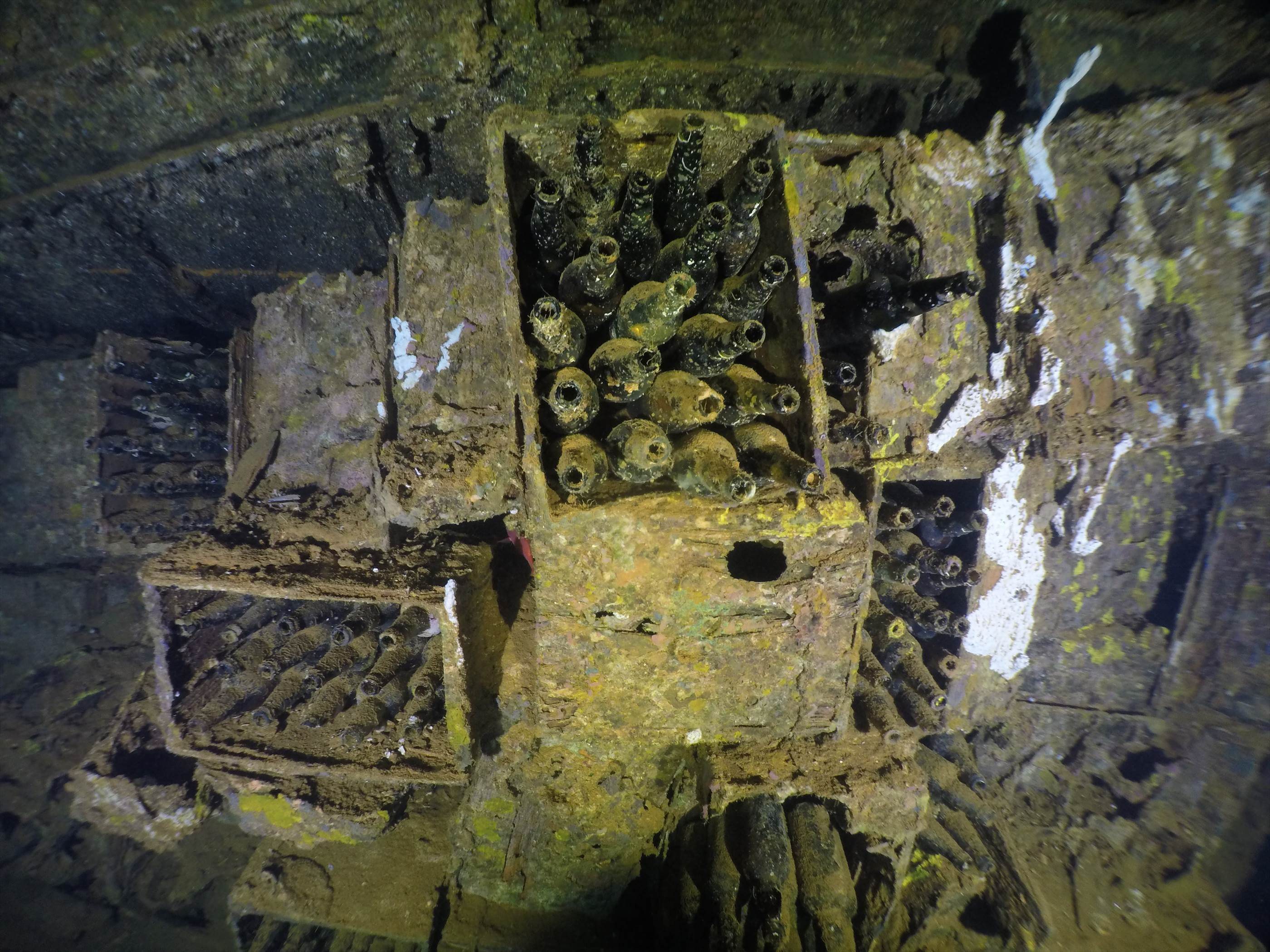
船倉にはたくさんのビール瓶が残っている

## りおでじゃねいろ丸

### 概要
「りおでじゃねいろ丸」は第20次計画造船により、ろざりお丸型貨物船の二番船として名村造船所で1964年（昭和39年）12月26日に起工し1965年（昭和40年）3月3日に進水、5月22日に竣工した。
「さんとす丸」や「あるぜんちな丸」など南米航路に就航したディーゼル貨客船の名前を引き継いだ二代目のうちの一隻であるが、ほかの船と大きく異なる点が二つある。一つは「りおでじゃねいろ丸」のみ機関部を後方に配した貨物船であるということ、もう一つは、「りおでじゃねいろ丸」だけが大阪商船三井船舶設立後に建造された船であることである。特に後者に関しては、大阪商船時代の「大」の字のファンネルマークを付けた経験のない二代目ということになる。
貨物輸送に従事ののち、1979年（昭和54年）5月21日にギリシャのネルソン・ベイ・シッピングに売却されて「デカ・ナヴィゲーター」 (Deka Navigator) と改名し、さらに1985年にはマルタのナヴィゲーター・シッピングに転売されて「ナヴィゲーター」 (Navigator) と再改名され、翌1986年に売却・解体された。